# Liste der Resolutionen des UN-Sicherheitsrates (1962)
Diese Liste der Resolutionen des UN-Sicherheitsrates nennt die sieben vom Sicherheitsrat der Vereinten Nationen im Jahr 1962 verabschiedeten Resolutionen.
| Nummer | Beschluss vom | Gegenstand                                                                 | Mission |
| ------ | ------------- | -------------------------------------------------------------------------- | ------- |
| 171    | 9. April      | Situation in Palästina                                                     |         |
| 172    | 26. Juli      | Aufnahme Ruandas als neues Mitglied in die Vereinten Nationen              |         |
| 173    | 26. Juli      | Aufnahme Burundis als neues Mitglied in die Vereinten Nationen             |         |
| 174    | 12. September | Aufnahme Jamaikas als neues Mitglied in die Vereinten Nationen             |         |
| 175    | 12. September | Aufnahme Trinidad und Tobagos als neues Mitglied in die Vereinten Nationen |         |
| 176    | 4. Oktober    | Aufnahme Algeriens als neues Mitglied in die Vereinten Nationen            |         |
| 177    | 15. Oktober   | Aufnahme Ugandas als neues Mitglied in die Vereinten Nationen              |         |